# Куджир
Куджир (рум. Cugir) — місто у повіті Алба в Румунії. Адміністративно місту підпорядковані такі села (дані про населення за 2002 рік):
- Бокшитура (27 осіб)
- Букуру (103 особи)
- Вінеря (2364 особи)
- Гоашеле (47 осіб)
- Келене (100 осіб)
- Муджешть (130 осіб)
- Фецень (66 осіб)

Місто розташоване на відстані 264 км на північний захід від Бухареста, 30 км на південний захід від Алба-Юлії, 105 км на південь від Клуж-Напоки.

## Населення
За даними перепису населення 2002 року у місті проживали 25 977 осіб.
Національний склад населення міста:
| Національність            | Кількість осіб | Відсоток |
| ------------------------- | -------------- | -------- |
| румуни                    | 25158          | 96,8%    |
| угорці                    | 359            | 1,4%     |
| цигани                    | 339            | 1,3%     |
| німці                     | 78             | 0,3%     |
| словаки                   | 10             | < 0,1%   |
| чанго                     | 6              | < 0,1%   |
| росіяни-липовани          | 4              | < 0,1%   |
| болгари                   | 4              | < 0,1%   |
| італійці                  | 3              | < 0,1%   |
| євреї                     | 2              | < 0,1%   |
| українці                  | 1              | < 0,1%   |
| турки                     | 1              | < 0,1%   |
| чехи                      | 1              | < 0,1%   |
| вірмени                   | 1              | < 0,1%   |
| не вказали національність | 2              | < 0,1%   |

Рідною мовою назвали:
| Мова                  | Кількість осіб | Відсоток |
| --------------------- | -------------- | -------- |
| румунська             | 25605          | 98,6%    |
| угорська              | 283            | 1,1%     |
| німецька              | 57             | 0,2%     |
| циганська             | 16             | 0,1%     |
| словацька             | 5              | < 0,1%   |
| російська             | 3              | < 0,1%   |
| італійська            | 3              | < 0,1%   |
| турецька              | 1              | < 0,1%   |
| не вказали рідну мову | 3              | < 0,1%   |

Склад населення міста за віросповіданням:
| Релігія                                       | Кількість осіб | Відсоток |
| --------------------------------------------- | -------------- | -------- |
| православні                                   | 24001          | 92,4%    |
| п'ятдесятники                                 | 398            | 1,5%     |
| римо-католики                                 | 360            | 1,4%     |
| греко-католики                                | 338            | 1,3%     |
| баптисти                                      | 279            | 1,1%     |
| реформати                                     | 112            | 0,4%     |
| бретрени                                      | 65             | 0,3%     |
| не релігійні                                  | 49             | 0,2%     |
| старообрядці                                  | 40             | 0,2%     |
| лютерани                                      | 31             | 0,1%     |
| лютерани (Синодально-пресвітеріанська церква) | 27             | 0,1%     |
| адвентисти                                    | 19             | 0,1%     |
| атеїсти                                       | 13             | 0,1%     |
| унітарії                                      | 4              | < 0,1%   |
| юдеї                                          | 2              | < 0,1%   |
| мусульмани                                    | 1              | < 0,1%   |
| лютерани (Аугсбурзького сповідання)           | 1              | < 0,1%   |
| не вказали релігію                            | 26             | 0,1%     |

## Зовнішні посилання
- Дані про місто Куджир на сайті Ghidul Primăriilor [Архівовано 16 січня 2013 у Wayback Machine.]